# Bob Wiesenhahn
Robert B. "Bob" Wiesenhahn, Jr. (Cincinnati, Ohio, 22 de diciembre de 1938) es un exjugador de baloncesto estadounidense que disputó una temporada en la NBA. Con 1,93 metros de altura, lo hacía en la posición de alero.

## Trayectoria deportiva

### Universidad
Jugó durante cuatro temporadas con los Bearcats de la Universidad de Cincinnati, en las que promedió 10,3 puntos y 7,7 rebotes por partido. En 1961 fue el jugador más destacado de su equipo en la Final de la NCAA que les enfrentó a Ohio State, consiguiendo 17 puntos y 9 rebotes. Fue elegido en el mejor quinteto del torneo. Fue elegido además en el mejor equipo y como jugador más destacado de la liga universitaria esa misma temporada para la Helms Foundation.

### Profesional
Fue elegido en la decimoprimera posición del Draft de la NBA de 1961 por Cincinnati Royals, pero en la que iba a ser su única temporada como profesional, apenas contó para su entrenador, siendo uno de los últimos hombres del banquillo. Promedió 2,0 puntos y 1,9 rebotes en los escasos 6 minutos por partido que permaneció en cancha.

## Estadísticas de su carrera en la NBA

### Temporada regular
| Temp.   | Edad | Equipo     | Liga | P  | TIT | MIN | TC  | TCA | %TC  | 3P | 3PA | %3P | TL  | TLA | %TL  | R.OF. | R.DEF. | REB | ASIS | ROB | TAP | PER | FP  | PTS |
| 1961-62 | 23   | Cincinnati | NBA  | 60 |     | 5.4 | 0.9 | 2.7 | .317 |    |     |     | 0.3 | 0.5 | .567 |       |        | 1.9 | 0.4  |     |     |     | 0.8 | 2.0 |
| Total   |      |            | NBA  | 60 |     | 5.4 | 0.9 | 2.7 | .317 |    |     |     | 0.3 | 0.5 | .567 |       |        | 1.9 | 0.4  |     |     |     | 0.8 | 2.0 |

### Playoffs
| Temp.   | Edad | Equipo     | Liga | P | MIN | TCA | TC | 3PA | 3P | TLA | TL | R.OF. | REB | ASIS | ROB | TAP | PER | FP | PTS | %TC  | %3P | %FT   | MIN | PTS | REB | AST |
| 1961-62 | 23   | Cincinnati | NBA  | 2 | 6   | 1   | 4  |     |    | 1   | 1  |       | 2   | 0    |     |     |     | 0  | 3   | .250 |     | 1.000 | 3.0 | 1.5 | 1.0 | 0.0 |
| Total   |      |            | NBA  | 2 | 6   | 1   | 4  |     |    | 1   | 1  |       | 2   | 0    |     |     |     | 0  | 3   | .250 |     | 1.000 | 3.0 | 1.5 | 1.0 | 0.0 |